# Durga McBroom
Durga McBroom (ur. 16 października 1962 w Kalifornii) – amerykańska piosenkarka, znana dzięki występom w chórkach zespołu Pink Floyd. McBroom, uczestniczyła w trasach koncertowych promujących albumy A Momentary Lapse of Reason oraz The Division Bell. W 1990 roku wystąpiła z Pink Floyd na festiwalu w Knebworth, a w 2001 i 2002 roku wzięła udział w koncertach Davida Gilmoura.